# Algoritmo de Trabb Pardo-Knuth
O algoritmo de Trabb Pardo-Knuth, também conhecido como algoritmo TPK, é um programa introduzido por Donald Knuth e Luis Trabb Pardo para ilustrar a evolução das linguagens de programação. Em seu trabalho de 1977 "The Early Development of Programming Languages", Trabb Pardo e Knuth introduziram um programa simples que envolvia arrays, índices, funções matemáticas, sub-rotinas, Entrada/saída, condicionais e iteração. Eles então escreveram implementações do algoritmo em algumas linguagens da época para demonstrar como tais conceitos eram expressados.
O programa Olá Mundo tem sido usado para o mesmo propósito.

## O algoritmo
```
peça por 11 números para serem lidos em uma sequência A
para cada item na sequência A, do último ao primeiro
   faça uma operação
   se o resultado ultrapassar o limite
      alertar usuário
   senão
      imprimir resultado

```

O algoritmo lê onze números de um dispositivo de entrada, armazena-os em um array, e então os processa em ordem reversa, aplicando uma dada função para cada valor e reportando o valor da função ou uma mensagem para caso de o valor exceder algum limite pré-definido.

## Implementações

### ALGOL 60
```
TPK
:
 
begin
 
integer
 
i
;
 
real
 
y
;
 
real
 
array
 
a
[
0
:
10
]
;

   
real
 
procedure
 
f
(
t
)
;
 
real
 
t
;
 
value
 
t
;

      
f
 
:=
 
sqrt
(
abs
(
t
))
 
+
 
5
 
×
 
t
 
↑
 
3
;

   
for
 
i
 
:=
 
0
 
step
 
1
 
until
 
10
 
do
 
read
(
a
[
i
])
;

   
for
 
i
 
:=
 
10
 
step
 
-
1
 
until
 
0
 
do

   
begin
 
y
 
:=
 
f
(
a
[
i
])
;

      
if
 
y
 
>
 
400
 
then
 
write
(
i
,
 
"
TOO
 
LARGE
"
)

                 
else
 
write
(
i
,
 
y
)
;

   
end

end
 
TPK
.

```

O problema com a função especificada é que o termo 5 * t ^ 3 dá transbordamento praticamente em todas as linguagens para números negativos muito grandes.

### C
```
#include
 
<math.h>

#include
 
<stdio.h>

double
 
f
(
double
 
t
)

{

    
return
 
sqrt
(
fabs
(
t
))
 
+
 
5
 
*
 
pow
(
t
,
 
3
);

}

int
 
main
(
void
)

{

    
double
 
a
[
11
]
 
=
 
{
0
},
 
y
;

    
for
 
(
int
 
i
 
=
 
0
;
 
i
 
<
 
11
;
 
i
++
)

        
scanf
(
"%lf"
,
 
&
a
[
i
]);

    
for
 
(
int
 
i
 
=
 
10
;
 
i
 
>=
 
0
;
 
i
--
)
 
{

        
y
 
=
 
f
(
a
[
i
]);

        
if
 
(
y
 
>
 
400
)

            
printf
(
"%d TOO LARGE
\n
"
,
 
i
);

        
else

            
printf
(
"%d %.16g
\n
"
,
 
i
,
 
y
);

    
}

}

```

### Python
```
from
 
math
 
import
 
sqrt

def
 
f
(
t
):

    
return
 
sqrt
(
abs
(
t
))
 
+
 
5
 
*
 
t
**
3

a
 
=
 
[
float
(
input
())
 
for
 
_
 
in
 
range
(
11
)]

for
 
i
,
 
t
 
in
 
reversed
(
list
(
enumerate
(
a
))):

    
y
 
=
 
f
(
t
)

    
print
(
i
,
 
"TOO LARGE"
 
if
 
y
 
>
 
400
 
else
 
y
)

```

Ponto flutuante em Python na maioria das plataformas é IEEE 754, que pode retornar valores "nan" e "inf", ou lançar uma exceção.

### Rust
```
use
 
std
::
{
io
,
 
iter
};

fn
 
f
(
t
: 
f64
)
 
-> 
Option
<
f64
>
 
{

    
let
 
y
 
=
 
t
.
abs
().
sqrt
()
 
+
 
5.0
 
*
 
t
.
powi
(
3
);

    
(
y
 
<=
 
400.0
).
then_some
(
y
)

}

fn
 
main
()
 
{

    
let
 
mut
 
a
 
=
 
[
0
f64
;
 
11
];

    
for
 
(
t
,
 
input
)
 
in
 
iter
::
zip
(
&
mut
 
a
,
 
io
::
stdin
().
lines
())
 
{

        
*
t
 
=
 
input
.
unwrap
().
parse
().
unwrap
();

    
}

    
a
.
iter
().
enumerate
().
rev
().
for_each
(
|
(
i
,
 
&
t
)
|
 
match
 
f
(
t
)
 
{

        
None
 
=>
 
println!
(
"{i} TOO LARGE"
),

        
Some
(
y
)
 
=>
 
println!
(
"{i} {y}"
),

    
});

}

```

Rust lida com transbordamento numérico retornando f64::NAN.